# Кадыров, Динис Ильшатович
Динис Ильшатович Кадыров (род. 24 июня 2003, Уфа) — российский хоккеист, защитник.

## Биография
Сын Ильшата Кадырова, выступавшего в 1990-х годах за белорусский «Неман», затем ставшего судьёй.
Воспитанник «Салавата Юлаева». В сезоне 2019/20 дебютировал в команде МХЛ «Толпар», в сезоне 2023/24 провёл по одному матчу за «Салават Юлаева» в КХЛ и за «Торос» в ВХЛ. С сезона 2024/25 — игрок команды ВХЛ «Магнитка» Магнитогорск.